# Depalpur
Depalpur (también Dipalpur) es una localidad de Pakistán, en la provincia de Punyab.

## Demografía
Según estimación 2010 contaba con 90 936 habitantes.